# Proborhyaenidae
Proborhyaenidae — вимерла родина метатерійних ссавців ряду Sparassodonta, що жили в Південній Америці з еоцену (Мустерсан) до олігоцену (Десеадан). Іноді його включали як підродину їхніх родичів, боргієнід (як Proborhyaeninae). Найбільший вид, Proborhyaena gigantea, оцінюється приблизно як очковий ведмідь, з його черепом сягає 60 см в довжину, а маса тіла приблизно до 150-200 кілограмів, що робить його одними з найбільших відомих метатерійців. Останки Proborhyaenidae були знайдені в західній Болівії, Уругваї, південній Бразилії та провінціях Мендоса, Сальта та Чубут в Аргентині.
Більшість Proborhyaenidae мали міцний череп, схожий на гієну, хоча один вид, Callistoe vincei, мав подовжений вузький череп, який більше нагадував тилацина. Зуби були чітко спеціалізовані для поїдання м'яса, і в Arminiheringia змінювалися протягом усього життя. Збережені зразки їхніх іклів не мають емалі; за життя емаль могла бути дуже тонкою або обмеженою кінчиками зубів. У роду Arminiheringia нижні ікла виступають вперед. Proborhyaenidae можна відрізнити від інших спарассодонтів за їхніми рифленими верхніми та нижніми іклами, які постійно росли протягом життя тварин, як різці гризунів.